# راه‌آهن ترکیه
راه‌آهن دولتی جمهوری ترکیه (به ترکی استانبولی: Türkiye Cumhuriyeti Devlet Demiryolları) و با نام اختصاری TCDD نهادی است که در جمهوری ترکیه ترابری مسافر و بار، مدیریت و کنترل راه‌های ریلی را در جمهوری ترکیه بر عهده دارد. سازمان راه‌آهن ترکیه در سال ۱۸۵۶ در دوره عثمانی سابق افتتاح شد و بیشتر به‌صورت نیمه‌‌خصوصی و با مدل سفارش کار به نهادهای خصوصی و مدیریت دولتی آن اداره می‌شد. این سازمان در ۲۴ می ۱۹۲۴ بر اساس قانون شماره ۵۰۶ مبنی بر دولتی کردن این سازمان، با نام مدیریت عمومی راه‌های ریلی آناتولی-بغداد کاملًا دولتی شد. سپس این سازمان هم بخش اجرا و هم بخش مدیریت و کنترل را برعهده گرفته و در سال ۱۹۵۳ به‌صورت شرکت دولتی سهامی عام تغییر اساس‌نامه داد. این سازمان از نخستین سازمان‌های ترابری ریلی در منطقه خاورمیانه ‌است که در دوره عثمانی پروژه‌های بلندپروازانه‌ای را همچون استابول به حجاز و بغداد به برلین را به مرحله اجرا درآورده بود.

## تاریخچه

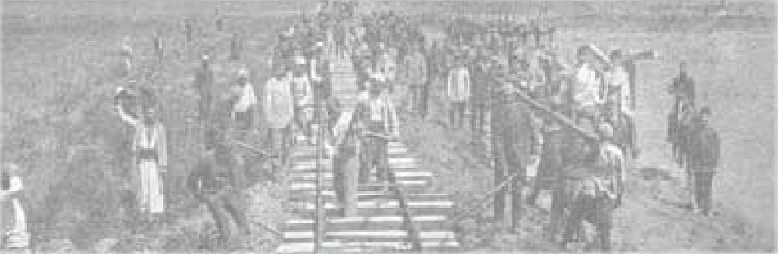
کارگران در حال احداث خط ریلی ازمیر-آیدین در اواخر سال‌های دهه ۱۸۵۰.

### دوره عثمانی
ترابری ریلی که برای نخستین‌بار در سال ۱۸۲۵ در انگلستان آغاز شده بود در امپراتوری عثمانی که بر گستره وسیعی شامل بخش‌هایی از سه قاره اروپا، آفریقا و آسیا حکومت می‌کرد نیز وارد گردید.در سال ۱۸۶۶،۵۱۹ کیلومتر راه ریلی در خاک عثمانی احداث گردید.یک سوم از طول این راه آهن در خاک آناتولی(بخش‌هایی از ترکیه کنونی)و دو سوم باقی‌مانده نیز در مسیر کوستانجا (رومانی)-رود تونا و وارنا به روسه در خاک بلغارستان کنونی قرار داشت.در سال ۱۸۷۰ تعداد ۱۹۸۰۰۰۰ اوراق سهام توسط دولت عثمانی در قاره آسیا بفروش رسید تا بدین وسیله تأمین بودجه شود.این اوراق ۴۰۰ فرانکی و در دو نوع بوده که یکی از آن‌ها به شکل کوپن دار بوده که هر شش ماه با پاره کردن یکی از آن کوپن‌ها سود حاصله به دارنده سهام پرداخت می‌شد؛و نوع دیگر سهام نیز بدون کوپن بوده و پرداخت اصل و سود آن هم‌زمان صورت می‌گرفت.در حال حاضر مقداری از این سهام در دست افرا سرمایه‌گذار هستند که هنوز وصول نشده‌اند.لازم است ذکر شود که در آن زمان PARIS CONSTANTINOPLR و VIENNE و AMSTERDAM و FRANFORT پشتیبان این سهام بودند و نسبت به بازپرداخت اصل و سود آن تعهد داشتند.ساخت خط آهن ازمیر-آیدین با طول ۱۳۰ کیلومتر به عنوان اولین خط آهن ترکیه در ۲۳ سپتامبر سال ۱۸۵۶ آغاز گردید.امتیاز این راه ریلی که از سوی انگلیسی‌ها احداث می‌شد به نام مصطفی پاشا استاندار استان ازمیر بوده‌است.این خط ریلی در سال ۱۸۶۶ به بهره‌برداری رسیده‌است.در سال ۱۸۶۵ یک شرکت انگلیسی دیگر خط آهن ۹۸ کیلومتری ازمیر-تورگوتلو-افیون را افتتاح نمود.

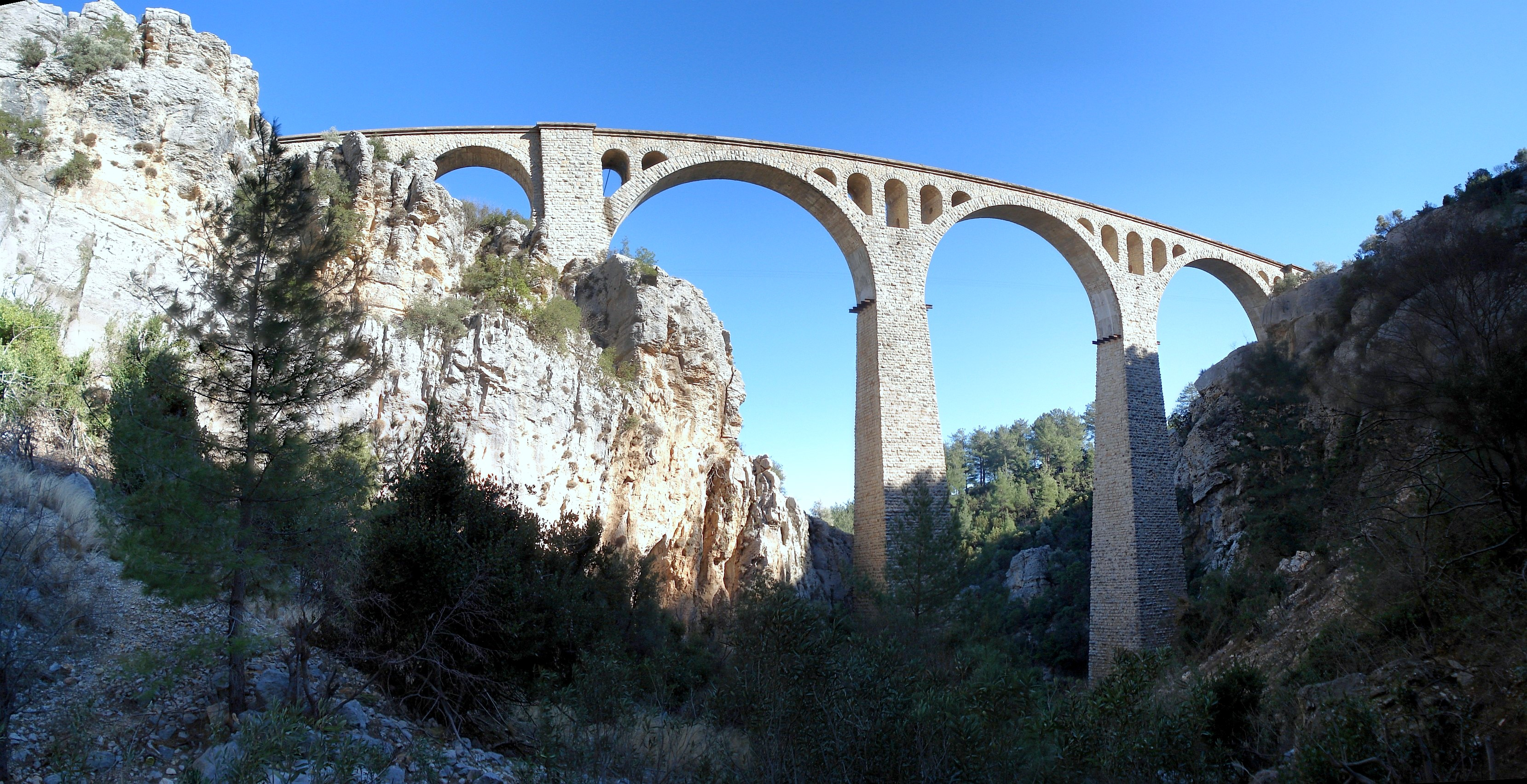
پل واردا در مسیر خط ریلی آناتولی-بغداد. این پل در سال ۱۹۱۲ به بهره‌برداری رسیده‌است.

بعد از احداث این دو خط ریلی پای شرکت‌های فرانسوی و آلمانی نیز به عثمانی باز شد و شرکت‌های فرانسوی آغاز به احداث راه‌های ریلی شمال یونان،سوریه و آناتولی غربی و جنوبی پرداختند.شرکت‌های انگلیسی مسئولیت احداث خطوط رومانی،آناتولی غربی عراق تا خلیج فارس؛و شرکتهای آلمانی نیز مسئولیت احداث خطوط ریلی منطقه تراکیا،آناتولی داخلی و بین‌النهرین را برعهده گرفتند.در آن سال‌ها دولت عثمانی در اندیشه احداث راه آهن حیدرپاشا(در استانبول)به بغداد و تبدیل شدن به مسیر ترانزیت هند به اروپا بودند.برای این امر،دولت عثمانی در سال ۱۸۷۱ کار احداث خط آهن ۹۱ کیلومتری حیدر پاشا-ازمیت را آغاز کرده و دو سال بعد این پروژه را به اتمام رساند.یک سال بعد کار ساخت مسیر ریلی ازمیت به آنکارا به یک شرکت خصوصی با سرمایه آلمانی واگذار می‌شود و این شرکت خصوصی امتیاز احداث مسیرهای ریلی اسکی شهر-قونیه و آلایونت-کوتاهیه را نیز به دست می‌آورد.راه آهن اسکی شهر به قونیه با سه سال فعالیت،در سال ۱۸۹۶ افتتاح می‌گردد.در حالی که عثمانی در نقاط مختلف در حال متصل نمودن شهرها به یکدیگر از طریق راه‌های ریلی است سلطان عبدالحمید دوم که از سال ۱۸۷۶ تا ۱۹۰۹ به مدت ۳۳ سال پادشاه این امپراتوری بود پیرامون احداث راه‌های ریلی چنین می‌گوید:با تمام وجود به احداث راه‌های ریلی در آناتولی سرعت بخشیدم.هدف این خط،اتصال آناتولی به بین‌النهرین و بغداد و گسترش تا خلیج فارس است.این امر در سایه کمک‌های آلمان محقق شده‌ است.حبوباتی که پیش از این در مزارع فاسد می‌شدند اکنون در وضعیت بهتری قرار دارند.معادن ما به بازارهای جهانی راه یافته‌اند و آینده‌ای پیش روی آناتولی ترسیم شده‌ است.رقابت دول بزرگ برای احداث راه آهن در خاک امپراتوریمان عجیب و شک‌برانگیز است.دول بزرگ هرچقدر هم که نخواهند اعتراف کنند اهمیت این راه‌های ریلی تنها اقتصادی نیست بلکه این راه‌ها در عین حال اهمیتی سیاسی دارند.

### خطوط افتتاح شده در دوره عثمانی[۷]
- راه آهن آناتولی:این مسیر شامل خطوط ریلی استانبول-ازمیت-بیله‌جیک-اسکی‌شهر-آنکارا و اسکی‌شهر-آفیون-قونیه به طول ۱۰۲۳ کیلومتر می‌باشد.
- راه آهن استانبول-وین:این مسیر در سال ۱۸۶۹ وارد مدار گردیده‌است.راه آهن استانبول-وین به طول ۲۳۸۳ کیلومتر استانبول را از طریق شهرهایی چون ادیرنه، فیلیبه، نیش، بلگراد و سارایوو به وین متصل می‌کرد.
- راه آهن آناتولی-بغداد:این مسیر شامل خط ریلی قونیه-آدانا-حلب-بغداد-بصره بوده و ۱۶۰۰ کیلومتر طول داشته‌است.
- راه آهن حجاز:این مسیر ۱۳۲۰ کیلومتری که استانبول را به بورسا، دمشق، امان، معان، قدس، عقبه، تبوک، هجر و مدینه متصل می‌کند بعد از ۸ سال فعالیت در سال ۱۹۰۸ افتتاح گردید اما به دلیل خرابکاری‌های لورنس عربستان تنها تا سال ۱۹۲۰ فعال بوده‌است.[نیازمند منبع]
- ازمیر-قصبه:این خط آهن در سال ۱۸۶۳ ساخته شد و ۶۹۵ کیلومتر طول داشته‌است.

در دوره عثمانی در سال ۱۸۷۰ تعداد ۱۹۸۰۰۰۰ اوراق سهام جهت پیشبرد اهداف و راه آهن در تمامی مناطق آسیا منتشر شدند؛که در ایران نیز این سهامها خریداری شد.

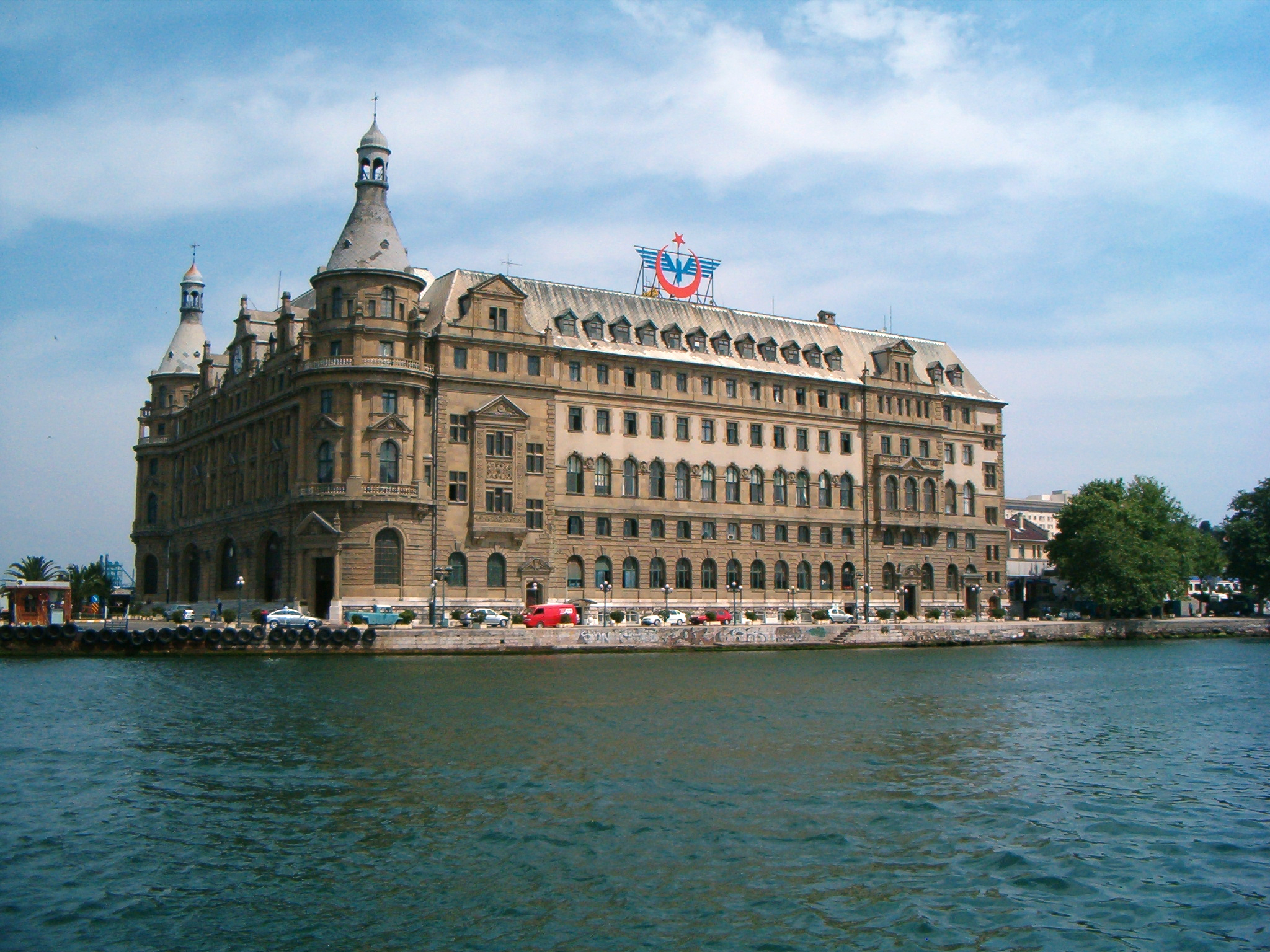
ایستگاه قطار حیدرپاشا در بخش آسیایی استانبول، این ایستگاه که در سال ۱۹۰۸ افتتاح شده‌است ایستگاه انتهایی مسیر راه ریلی ایران به ترکیه محسوب می‌شود.

- ازمیر-آیدین:این خط آهن که قدیمی‌ترین خط آهن ترکیه‌است با خطوط فرعی ۶۱۰ کیلومتر طول دارد.
- دمشق-حماه:این خط ریلی به همراه خطوط منشعب از آن ۴۹۸ کیلومتر طول داشته‌است.
- یافا-شهر قدس:این خط ۸۶ کیومتر طول داشته‌است.
- بصره-مودانیا:این خط آهن ۴۲ کیلومتری که در سال ۱۸۷۱ افتتاح شده بود در سال ۱۹۸۴ به دلیل استاندارد نبودن عرض ریل در سال ۱۹۴۸ بسته شد.
- آنکارا-یاحشی حان:طول این خط ۸۰ کیلومتر است.
- آدانا-فکه:طول این مسیر ۱۲۲ کیلومتر است.
- مرسین-آدانا:این مسیر دارای دو خط ریلی ۶۷ کیلومتری بوده‌است.
- مجموع خطوط ریلی احداث شده در دوره عثمانی ۸٬۶۱۹ کیلومتر بوده‌است که هم‌اکنون ۴٬۵۵۹ کیلومتر آن در خارج از ترکیه قرار دارد.

### دورهٔ زوال امپراتوری عثمانی (۱۹۱۹–۱۹۲۳)
در این دوره که دوره زوال امپراتوری عثمانی و متولد شدن ترکیه جدید از خاکستر این امپراتوری است به طول راه‌های ریلی اضافه نشد اما ترک‌ها بیش‌ترین استفاده را از خطوط آهن برای ترابری سربازان و مهمات بردند.

### دوره ۱۹۲۳–۱۹۴۰
در این دوره، راه آهن ترکیه به‌طور کامل دولتی شد.خط آهن موجود در سال ۱۹۲۳، ۴٬۵۵۹ کیلومتر بود که این میزان تا سال ۱۹۴۰ به ۸٬۶۳۷ کیلومتر افزایش یافت.در برنامه‌های 5ساله توسعه صنعتی که در سال‌های ۱۹۳۲ و ۱۹۳۶ به تصویب مجلس رسیده بود به بخش‌ها و صنایع آهن-فولاد،زغال و ماشین آلات اولویت داده شده بود و به توجه به اینکه ارزان‌ترین شیوه ترابری مواد و بار در آن دوره،استفاده از راه ریلی بود،خطوط آهن ترکیه توسعه یافت.در این دوره؛در سال ۱۹۲۷ قیصریه،در سال ۱۹۳۰ سیواس،در سال ۱۹۳۱ ملطیه،در سال ۱۹۳۳ نیغده، در سال ۱۹۳۴ الازیغ،در سال ۱۹۳۵ دیاربکر و در سال ۱۹۳۹ نیز ارزروم به خط آهن سراسری ترکیه متصل شدند.

### دوره ۱۹۴۰–۱۹۶۰
این دوره را باید دوره رکود احداث خطوط ریلی در ترکیه دانست.کمبود بودجه و وقوع جنگ جهانی دوم و تبعات اقتصادی آن بر کلیه کشورهای جهان ترکیه را نیز تحت تأثیر قرار داد.به‌طوری‌که در این دوره بیست ساله تنها ۳۷۰ کیلومتر راه آهن احداث گردید.

### دوره ۱۹۶۰–۲۰۰۰
در این دوره،با وجود پیشرفتهای تکنولوژیک و رشد سرمایه‌های ترکیه؛به دلیل آنکه احداث راه آهن از اولویتهای اساسی دولت حذف شده بود کار ساخت خطوط ریلی کند شد.علت اصلی عدم توجه به ساخت راه آهن نیز تغییر سیاست‌های ترابری دولت بوده‌ است.بطوریکه با وجود آنکه در دهه ۶۰ سهم راه‌های زمینی از بودجه ترابری ۵۰ درصد و سهم راه آهن ۳۰ درصد بوده‌است از سال ۱۹۸۵ بدین سو سهم راه آهن به زیر ۱۰ درصد کاهش یافته‌است.

### بعد از سال ۲۰۰۰
هم اکنون نقش راه آهن در ترکیه با احداث فرودگاه‌های متعدد در نقاط مختلف کشور و نیز ایجاد راه‌های زمینی دوبله کاهش یافته‌ است.میزان ترابری مسافر در دوره کنونی از مسیر زمینی ۹۶ درصد و از طریق خطوط ریلی نیز ۲ درصد است.میزان حمل بار از طریق مسیرهای جاده‌ای نیز ۹۴ درصد و از مسیر ریلی ۴ درصد برآورد می‌شود.با تغییر سیاست دولت در زمینه ترابری، راه آهن ترکیه از سال ۲۰۰۳، احداث خطوط ریلی سریع‌السیر را در دستور کار قرار داد.

## قطارهای سریع‌السیر
خطوط ریلی سریع‌السیر هم‌اکنون در اولویت‌های سیاست ترابری دولت ترکیه قرار دارد به‌طوری‌که تمامی شهرهای پرجمعیت ترکیه به صورت شبکه‌ای به این خطوط مجهز می‌شوند.اولین خط ریلی سریع‌السیر افتتاح شده در ترکیه خط مسیر استانبول به آنکارا است که ۵۳۳ کیلومتر طول دارد و مسیر آنکارا به اسکی شهر این خط به اتمام رسیده و در حال بهره‌برداری است.پیش از این، قطارهای معمولی این مسیر ۲۴۵ کیلومتری را در عرض چهار ساعت طی می‌کرده‌اند و اکنون با بهره‌برداری از این مسیر،مسافران با استفاده از قطارهای سریع‌السیر،مسیر فوق را در عرض ۹۵ دقیقه طی می‌کنند.ساخت مسیر اسکی شهر-استانبول این خط نیز به اتمام رسیده ولی به علت برخی کمبودها هنوز وارد مدار نشده‌ است.این خط بعد از رسیدن به استانبول با استفاده از یک تونل از زیر بستر دریا از بخش آسیایی استانبول عبور کرده و به بخش اروپایی خواهد رسید. عملیات احداث خط ریلی سریع‌السیر قونیه به آنکارا نیز به اتمام رسیده‌ و هم اکنون در حال استفاده است.
برخی از مسیرهای در حال احداث یا در دست مطالعه عبارتند از:
آنکارا-افیون-عُشاق-ازمیر
آنکارا-قیصریه
استانبول-بورسا
استانبول-ادرنه-کاپی کوله (مرز بلغارستان)
آنکارا-بورسا
اسکی شهر-افیون-آنتالیا
قونیه-مرسین-طرسوس-آدانا
سیواس-ارزنجان-ارزروم-قارص
آنکارا-قونیه-آنتالیا
ازمیر-افیون-قونیه
قیصریه-قونیه-آنتالیا
قطارهای سریع‌السیر به کار گرفته شده در مسیر آنکارا-اسکی شهر دارای تلویزیون و ست موسیقی بوده و برای راحتی معلولان نیز تدابیر خاصی اندیشیده شده‌است.ترکیه هم‌اکنون کِشنده‌های این قطارها را از اسپانیا، ایتالیا و کره جنوبی خریداری می‌کند.

## مدیریت کلان
راه آهن ترکیه زیر نظر وزارت ترابری و ارتباطات اداره می‌شود. این سازمان بر ۷ مدیریت منطقه‌ای و ۷ پایانه بندری- ریلی نظارت می‌کند.
هفت مدیریت منطقه‌ای راه آهن ترکیه عبارتند از:
مدیریت منطقه ۱- حیدرپاشای استانبول
مدیریت منطقه ۲- آنکارا
مدیریت منطقه ۳- ازمیر
مدیریت منطقه ۴- سیواس
مدیریت منطقه ۵- مالاتیا
مدیریت منطقه ۶- آدانا
مدیریت منطقه ۷- آفیون
هفت پایانه بندری-ریلی زیر نظر سازمان راه آهن دولتی ترکیه عبارتند از بندر حیدرپاشا، بندر ازمیر، بندر سامسون، بندر اسکندرون، بندر باندیرما و بندر درینجه.

## اطلاعات شبکه ریلی
طول خطوط اصلی راه آهن ترکیه در سال ۲۰۰۱، ۱۰۹۸۴ کیلومتر بود.۹۵ درصد از این خطوط به صورت تک خطه‌است. خطوط الکتریکی با ۲۳۰۵ کیلومتر ۲۱ درصد این راه‌ها را تشکیل می‌دهند.۲۶۶۵ کیلومتر از این راه‌ها نیز(۲۴ درصد) سیگنالی می‌باشند.طول مسیرهای دو خطه ۴۰۳ کیلومتر(۴٪ مجموع راه‌ها)،سه خطه ۲۸ کیلومتر(۳ صدم درصد)و چهار خطه ۹ کیلومتر(۱ صدم درصد)می‌باشد.

## خدمات راه آهن
راه آهن ترکیه از سال ۱۸۵۶ تاکنون در زمینه ترابری بار و مسافر فعالیت می‌کند.

### ترابری مسافر
در این بخش در مسیرهای اصلی ۳۶ خط فعالیت می‌کنند که در سال ۲۰۱۰ تعداد ۶٫۴۷۵٫۴۲۴ مسافر را جابجا کرده‌اند.راه آهن ترکیه همچنین ۲۴ مسیر محلی ترابری مسافر را مدیریت می‌کند.

### مسیرهای بین‌المللی

#### مسیر اروپا
ترابری مسافر بین ترکیه و اروپا هر روزه از طریق قطارهای مسیر استانبول-بخارست-استانبول و استانبول-برلین-استانبول و استانبول-پاریس-استانبول و آنکارا-تفلیس-آنکارا و خط استانبول-تسالونیکی-استانبول صورت می‌گیرد.استانبول همچنین از طریق سرویس بسفر اکسپرس به شبکه ریلی صوفیه، بلگراد،بوداپست و کیشینف متصل است.

#### مسیر خاورمیانه
پل قطور پلی است که در مسیر راه آهن ایران و ترکیه در نزدیکی شهرستان خوی ساخته شده‌است.ساخت این پل در سال ۱۳۴۹ (۱۹۷۰ میلادی) به پایان رسید.این پل از نوع زیر قوسی است و تا مدتها بزرگترین دهانه قوسی را در بین پلهای ایران داشت.همچنین این پل در زمان جنگ ایران و عراق مورد اصابت موشکهای عراقی قرار گرفت.اما خوشبختانه موشکهای عراقی با خود پل اصابت نکردند و به اطراف پل برخورد کردند.گفته شده که مهندس سازنده این پل یک زن آلمانی است.این پل در ۲۵ کیلومتری جنوب غربی شهر خوی و در ناحیهٔ سرحدی کردنشین بخش قطور از توابع شهرستان خوی در استان آذربایجان غربی می‌باشد.این پل در سال ۱۳۴۷ توسط دو شرکت ایرانی(رانکین)و شرکت اتریشی(پور)پی ریزی و پایه‌های بتونی آن اجرا و اسکلت فلزی و شاسی آن توسط امریکایی‌ها انجام گرفت.طول این پل ۴۴۸ متر،طول ارک فلزی پل ۲۲۳ متر و ارتفاع آن از سطح رودخانه قطور ۱۱۸٫۲۸ متر دارای ۱۰ عدد پایه بتونی مسلح بوده که ۶ عدد از این پایه‌ها به طرف خوی و ۴ عدد از پایه‌های بتونی به سمت رازی می‌باشد و در مجموع دارای ۸ دهنه که به صورت اکس به اکس در امتداد هم گسترش یافته‌اند.رنگ این پل فلزی در گذشته به رنگ قرمز بود و در زمان جنگ ایران و عراق جهت استتار از حمله هوایی عراق،به رنگ خاکی رنگ‌آمیزی شده‌است.

##### ترکیه-ایران
ارتباط ریلی بین ترکیه و ایران از طریق ترن موسم به ترانس آسیا امکانپذیر است.این ترن در مسیر استانبول-وان-تبریز-تهران و بالعکس فعالیت می‌کند.قطار ترانس آسیا هفته‌ای یکبار بین استانبول و تهران تردد می‌کند.این ترن در برخی ایام هفته‌ای دو بار بین تهران–استانبول به حمل مسافر می‌پردازد.خطوط ریلی ایران-ترکیه در دریاچه وان واقع در شرق ترکیه به انتها می‌رسد و مسافرین این مسیر از طریق فری بوت به سمت دیگر دریاچه رفته و با تعویض قطار به مسافرت خود ادامه می‌دهند.خط محلی تبریز وان نیز هفته‌ای یکبار بین دو شهر تردد می‌کند.

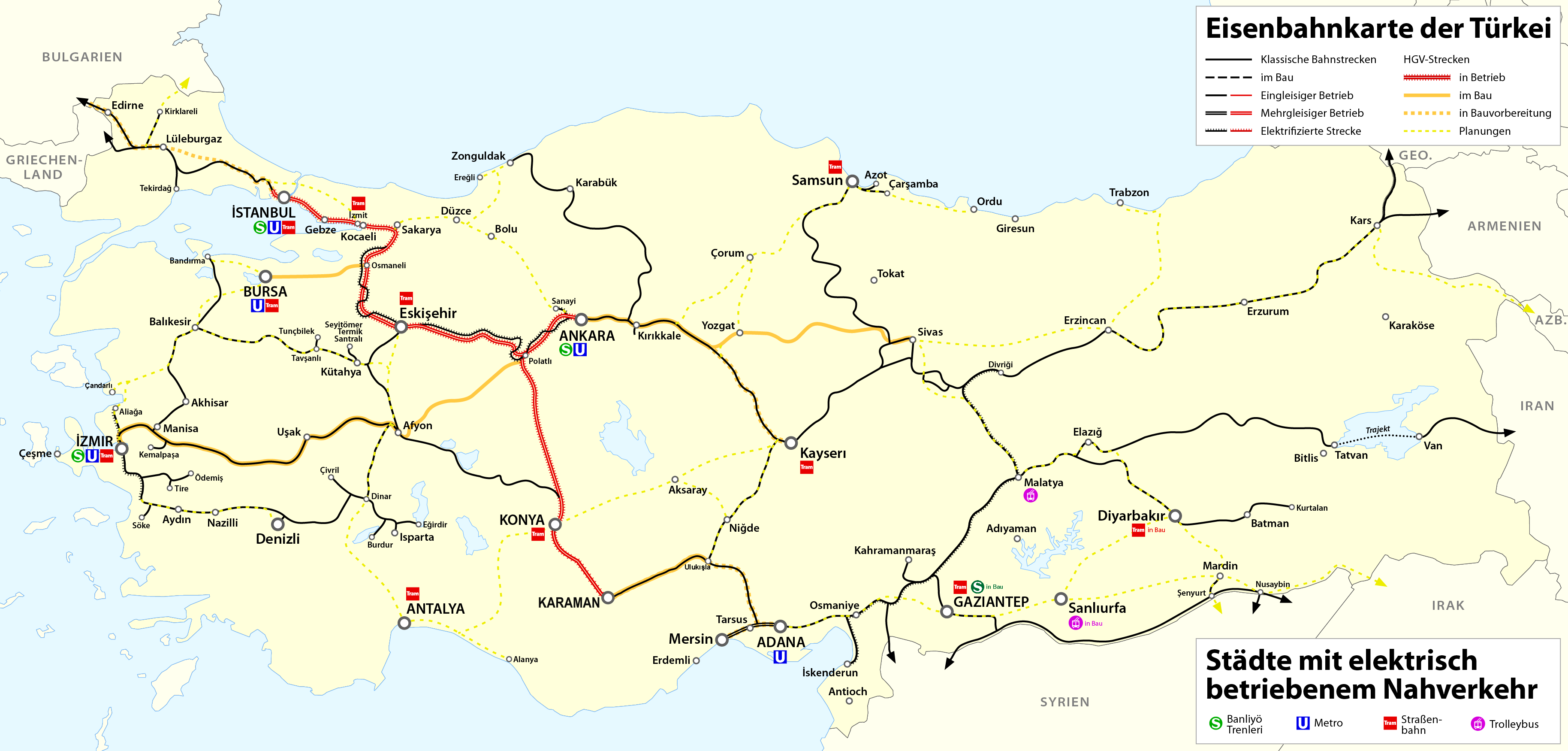
نقشه خطوط ریلی سریع‌السیر ساخته شده و در دست ساختمان یا در دست مطالعه در ترکیه

##### ترکیه-سوریه
ترن توروس اکسپرس هفته‌ای یک بار در خط ریلی استانبول-غازی عینتاب-استانبول به جابجایی مسافرین این مسیر می‌پردازد.

##### سوریه-ترکیه-ایران
در این مسیر قطارهای ایرانی به صورت ترانزیت از مسیر ترکیه عبور می‌کنند. قطار تهران-دمشق هفته‌ای یکبار تردد می‌کند.

##### ترکیه-عراق
ترابری ریلی مسافر در این مسیر از طریق خط غازی آنتپ-بغداد-غازی آنتپ صورت می‌گیرد.

### جابجایی مسافرین حومه کلانشهرها
راه آهن ترکیه از طریق خطوط ریلی حاشیه کلانشهرهای آنکارا، استانبول و ازمیر به جابجایی مسافر از شهرها و شهرکهای اطراف به داخل کلانشهرها می‌کند.

### ترابری بار
راه آهن ترکیه در سال ۲۰۱۰ به میزان ۱۸٫۱۲۷٫۸۶۸ تن بار را جابجا کرده‌ است.این سازمان قابلیت حمل هر گونه بار را داراست و علاوه بر مسیر داخلی در مسیرهای مختلف بین‌المللی نیز فعالیت می‌کند.

## موزه‌های راه آهن ترکیه
سازمان راه آهن ترکیه در شهرهای مختلف موزه‌های راه آهن را دایر کرده‌است.برخی از این موزه‌ها عبارتند از:

### موزه نبرد ملی، عمارت آتاترک و راه آهن
ساختمان این موزه که در ۲۴ دسامبر سال ۱۹۶۴ افتتاح شده‌است در سال ۱۸۹۲ و در حین احداث راه آهن بغداد ساخته شده‌است.این موزه در ۲۷ دسامبر سال ۱۹۱۹ با ورود آتاترک به آنکارا به عنوان قرارگاه مرکزی فرماندهی نبرد ترک‌ها با نیروهای بیگانه مورد استفاده قرار گرفته بود.برخی از مهم‌ترین تصمیمات برهه جنگ ترکیه از جمله تأیید و امضای معاهده سال ۱۹۲۱ با فرانسه در این ساختمان گرفته شده بود.همچنین قانون تأسیس مجلس ملی کبیر ترکیه نیز در ۲۳ آوریل ۱۹۲۰ در این ساختمان به امضا رسیده‌است.

### موزه و گالری هنری راه آهن
ساختمان این موزه در سال ۱۹۹۰ از طرف معماران راه آهن ترکیه مرمت شده و کاربری هتل به این بنا داده شده بود. اما بعداً به عنوان موزه راه آهن مورد استفاده قرار گرفت.در موزه ایستگاه مرکزی راه آهن آنکارا همچنین واگن آتاترک به نمایش گذاشته شده‌است. معمار ترکیه نوین در سال‌های ۱۹۳۵ تا ۱۹۳۸ سفرهای خود به مناطق مختلف ترکیه را با این واگن سفید انجام داده‌است.

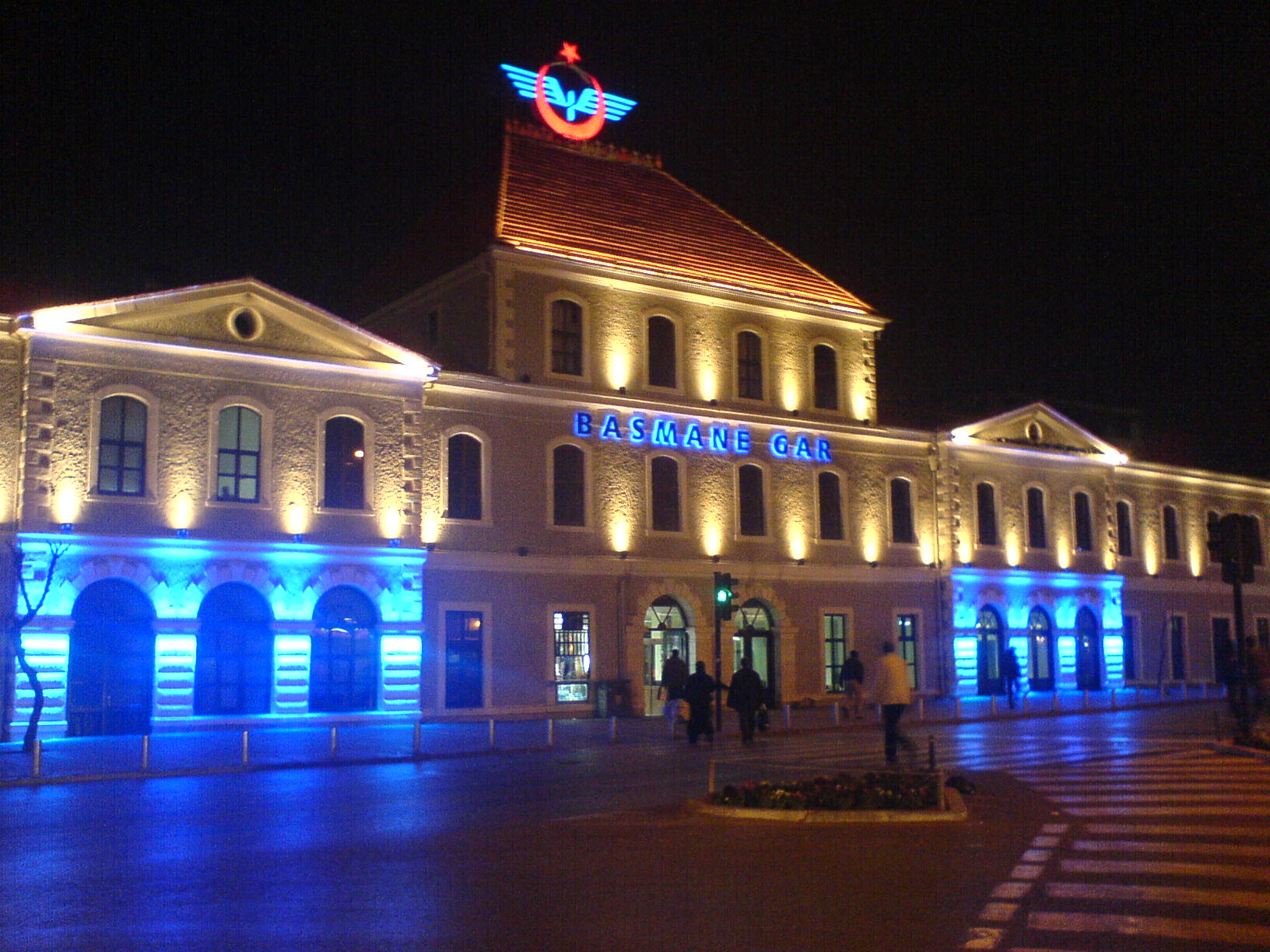
ایستگاه باسمانه در ازمیر- تاریخ ساخت: ۱۸۷۶

### موزه روباز قطارهای بخار آنکارا
این موزه در کنار ایستگاه مرکزی راه آهن ترکیه در بلوار جلال بایار قرار دارد.در این موزه هوای باز انواع لوکوموتیوهای بخار به نمایش گذاشته شده‌اند.

### موزه راه آهن استانبول
این موزه در ایستگاه سیرکه‌جی استانبول قرار دارد.ایستگاه سرکه‌جی در سال ۱۸۹۰ توسط جاسمود معمار آلمانی طراحی و اجرا شده بود.در موزه مذکور ۳۰۰ شیء قیمتی و دارای ارزش فرهنگی به نمایش گذاشته شده‌است.

### موزه و گالری هنری ازمیر
ساختمان این موزه در اصل در قرن نوزدهم از سوی انگلیسیهای ساکن در منطقه آل سنجاق ازمیر به عنوان انبار کالا استفاده می‌شده‌است.ساختمان این موزه از آغاز ساخت راه آهن ازمیر-آیدین به سال ۱۸۶۰ نیز قدیمی تر است.این ساختمان از سال ۱۹۹۰ به موزه تغییر کاربری داده‌است.

### موزه اسکی شهر
این موزه در سال ۱۹۹۷ افتتاح شده‌است و در ایستگاه مرکزی راه آهن اسکی شهر واقع است.